# Reza Pahlavi (principe 1960)
Reza Pahlavi (in persiano رضا پهلوی‎, Rezā Pahlavi; Teheran, 31 ottobre 1960) è, per i monarchici iraniani, il principe ereditario e pretendente al trono dell'Iran; è il figlio maggiore dell'ultimo Scià Mohammad Reza Pahlavi e della sua terza moglie Farah Diba. Nel 1979 ha lasciato l'Iran, al momento della Rivoluzione iraniana, e ha vissuto in esilio da allora. Cittadino statunitense, risiede a Potomac, nel Maryland. Tra i monarchici iraniani è conosciuto anche come Reza II. In Italia viene talvolta indicato erroneamente dalla stampa come Reza Ciro Pahlavi.

## Biografia
Reza Pahlavi è nato a Teheran. Ha avuto tre sorelle e un fratello: la principessa Farahnaz Pahlavi (12 marzo 1963), il principe Ali-Reza Pahlavi (28 aprile 1966 - 4 gennaio 2011), la principessa Leila Pahlavi (27 marzo 1970 - 10 giugno 2001) e la principessa Shahnaz Pahlavi (27 ottobre 1940), sorellastra.
Ha lasciato l'Iran all'età di 17 anni per la formazione nell'Aeronautica Militare. Con la monarchia rovesciata e la Repubblica Islamica instaurata, Reza Pahlavi non è più ritornato nel Paese. Ha conseguito una laurea di bachelor in scienze politiche dalla University of Southern California. È un pilota di caccia a reazione: ha completato lo United States Air Force Training Program presso l'ex Reese Air Force Base a Lubbock, Texas. Durante la guerra Iran-Iraq, Reza Pahlavi si è detto disponibile per servire in Iran come pilota da caccia, ma è stato rifiutato dal regime islamico.
Reza Pahlavi ha scritto tre libri sulla situazione dell'Iran.

## Famiglia
Reza ha sposato Yasmine Etemad-Amini il 12 giugno 1986. Yasmine, laureata alla George Washington University School of Law, ha lavorato per dieci anni come avvocato per il Children's Law Center, avendo per clienti i giovani a rischio. Yasmine ha anche fondato la Fondazione per i bambini dell'Iran nel 1991, un ente no-profit che fornisce servizi di assistenza sanitaria ai bambini iraniani o di origine iraniana. Reza Pahlavi e sua moglie Yasmine hanno tre figlie: Noor (nata il 3 aprile 1992), Iman (nata il 12 settembre 1993) e Farah (nata il 17 gennaio 2004).

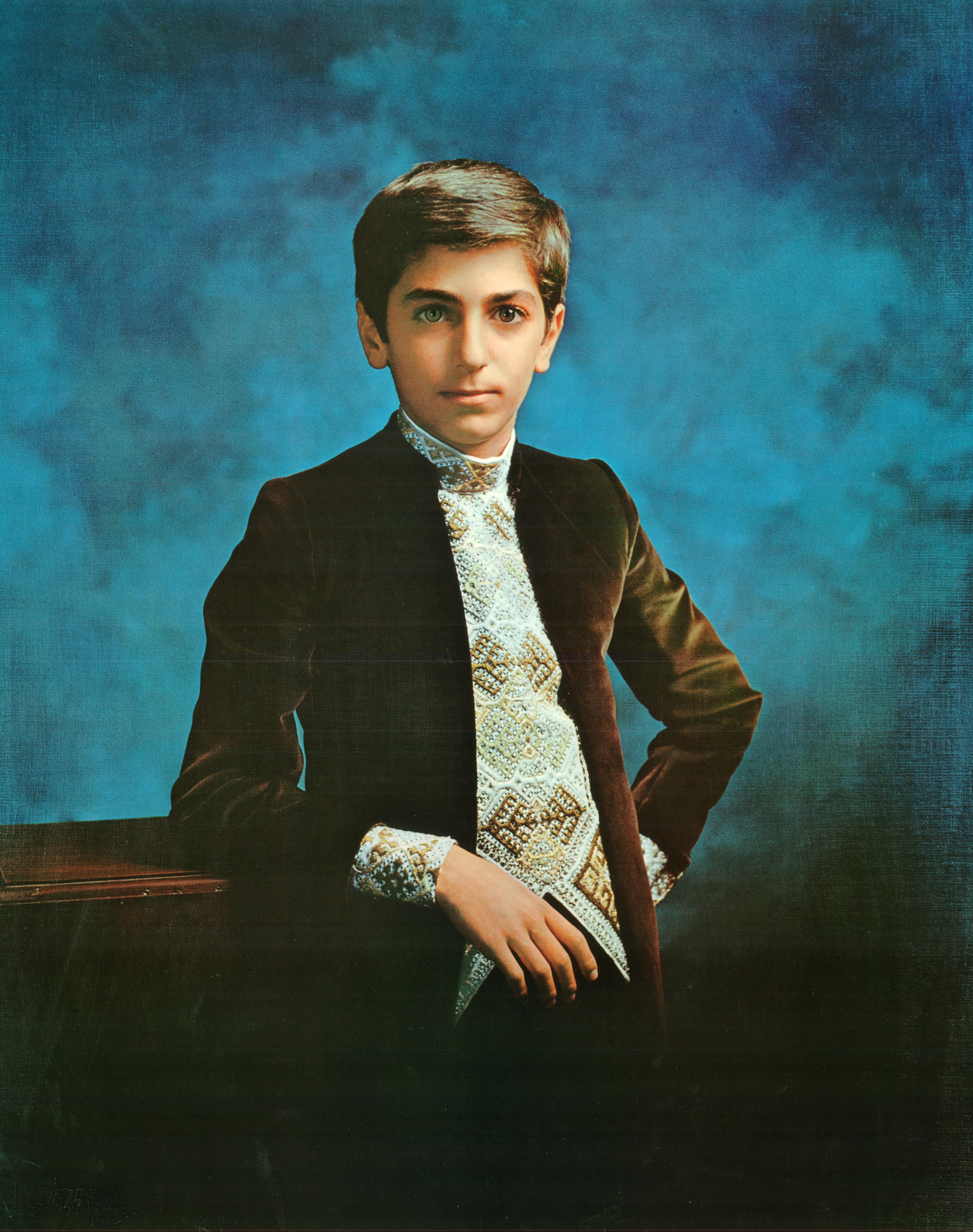
Il principe Reza a tredici anni

## Politica
Reza Pahlavi ha usato il suo profilo d'alto rango come iraniano all'estero per la campagna politica per i diritti umani, la democrazia e l'unità tra gli iraniani in Iran e all'estero. Sul suo sito si chiede una separazione tra religione e stato in Iran ed elezioni libere e giuste "per tutti gli individui che amano la libertà e le ideologie politiche". Egli esorta tutti i gruppi dedicati a un programma democratico a lavorare insieme per un laico e democratico governo iraniano.
Pahlavi ha usato i media per sollecitare l'Iran teocratico ad accettare un referendum che utilizzi gli standard internazionali verificabili in modo indipendente e meccanismi di osservazione. Egli ha anche invitato gli iraniani a impegnarsi in una campagna di mobilitazione non violenta di disobbedienza civile, a partire dalla non-partecipazione alle elezioni della repubblica islamica (elezioni che egli considera "antidemocratiche"), seguita da manifestazioni pacifiche e scioperi. Egli è, tuttavia, un oppositore di qualsiasi intervento militare straniero per un cambiamento di regime in Iran, ritenendo che il popolo iraniano da solo ha il potere di portare avanti il cambiamento nel sistema di governo e la società.
Nel 2013 ha fondato, assieme al Partito Costituzionalista dell'Iran, il Consiglio Nazionale Iraniano per le libere elezioni.
Da allora si sono registrate alcune proteste contro l'ayatollah Ali Khamenei e inneggianti al ritorno dello scià.

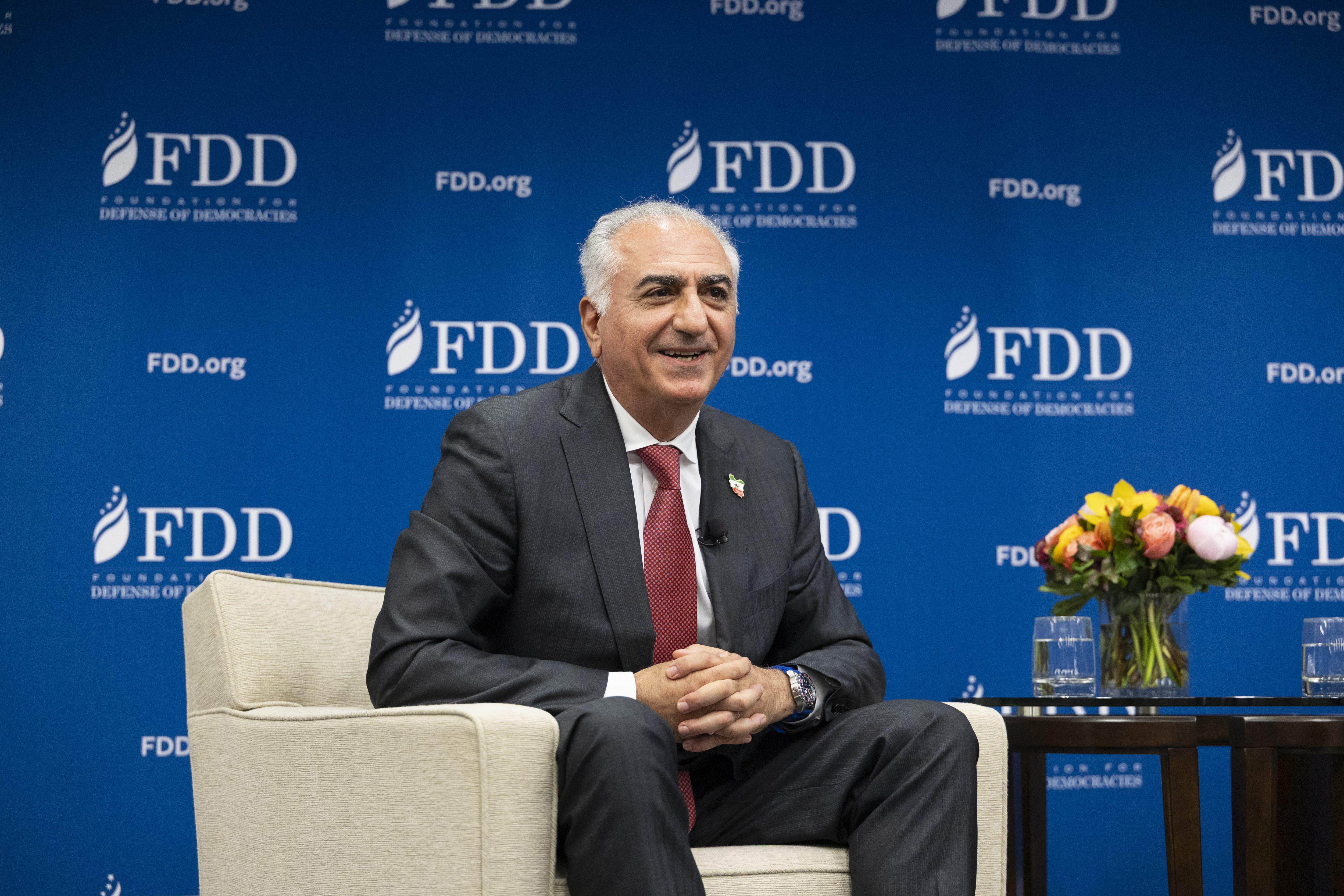
Reza Pahlavi nell'aprile 2025

Nel 2025, a seguito dello scoppio del conflitto tra Israele e Iran, ha dichiarato di essere a disposizione per governare il Paese in caso di caduta del regime di Teheran. ll principe ha inoltre esortato la popolazione a sollevarsi contro la Repubblica islamica, attribuendo le responsabilità del conflitto al solo governo iraniano.

## Diritti umani
Il 27 marzo 2010 Reza Pahlavi è stato invitato dalla Società internazionale dei diritti umani a Bonn, in Germania, per parlare della sfida di attuazione della democrazia e dei diritti umani in Iran; un campione estratto da questo discorso è il seguente:
Si è fortemente espresso più volte contro il regime islamico.
Sul nucleare iraniano ha dichiarato: "Nella peggiore delle ipotesi, i tiranni fanatici, che sanno che il futuro è contro di loro, possono terminare il loro corso attuale alle loro condizioni: un olocausto nucleare".
Pahlavi ha difeso l'azione di secolarizzazione e occidentalizzazione del padre, pur riconoscendone gli errori politici, nonché gli eccessi della SAVAK, la polizia politica segreta dello Scià.

## Ruolo nella monarchia
Seguendo una linea di dinastie monarchiche persiane che risalgono a 3000 anni, la dinastia Pahlavi è stata fondata all'inizio del XX secolo. La rivoluzione del 1979 ha portato alla sostituzione della monarchia costituzionale iraniana con una repubblica islamica. Anche se attualmente vive in esilio, alcuni iraniani considerano ancora Pahlavi come l'attuale Scià titolare di Persia.
Il suo titolo ufficiale completo era: Sua Altezza Imperiale il principe ereditario d'Iran Reza Pahlavi di Persia.
Alla morte di suo padre Mohammad Reza nel 1980 (un anno e mezzo dopo la destituzione), Pahlavi simbolicamente si è dichiarato "Shahanshah" (letteralmente, "Re dei Re" in persiano) all'età di 21 anni, ma ora i suoi comunicati stampa si riferiscono a lui come "Reza Pahlavi" o "l'ex principe ereditario".

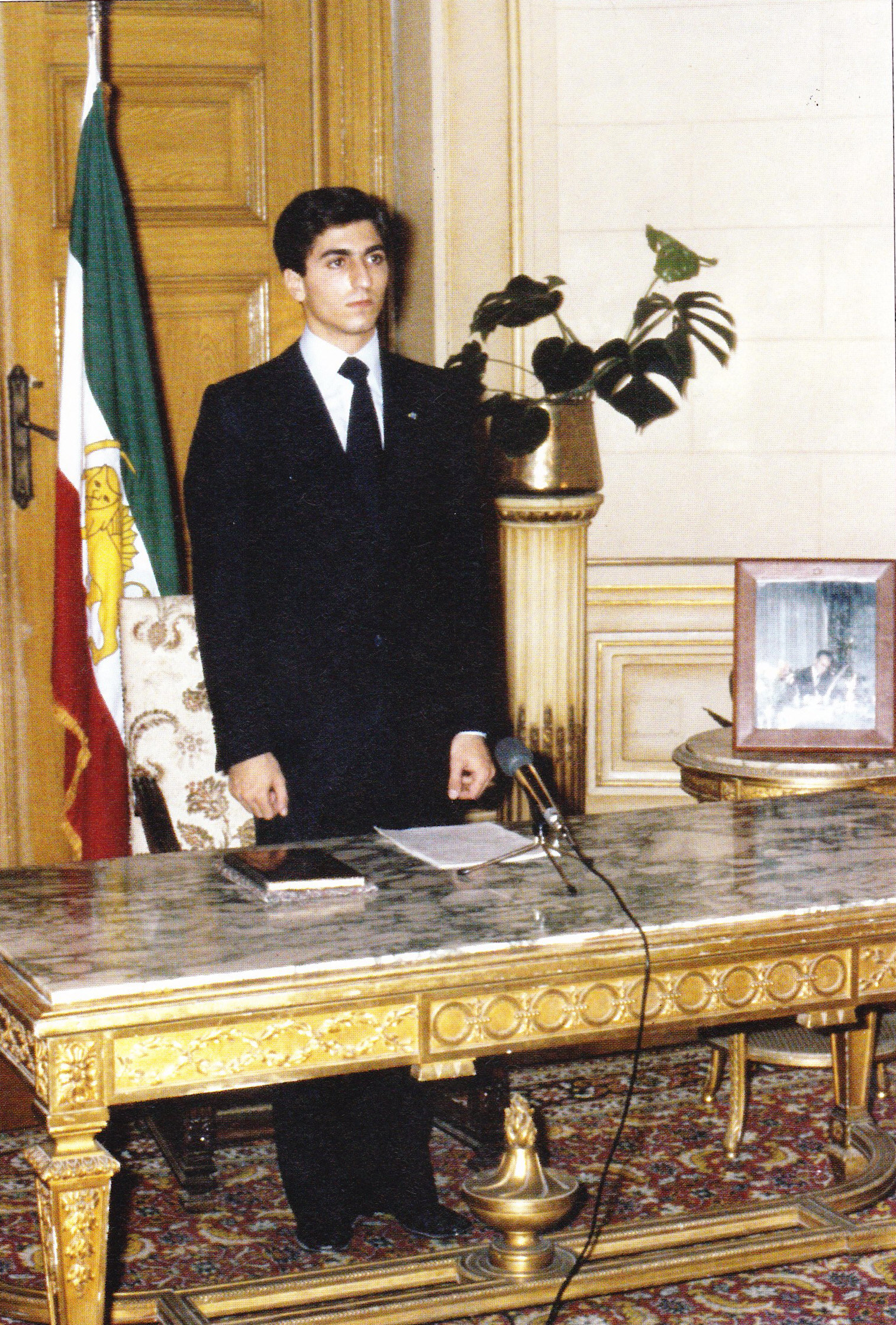
Il principe Reza Pahlavi al Cairo nel 1980

### Successione
La successione è teorica, dato che la monarchia iraniana è stata abolita in Iran nel 1979 con la Costituzione islamica. Tuttavia, in conformità con le norme di Casa Pahlavi a partire dalla data della fine della monarchia, la successione avviene tramite la legge salica (o agnatizia). Così, le tre figlie di Reza non possono ereditare, né cedere diritti di successione al trono dell'Iran. L'erede al trono Pahlavi fu per lungo tempo suo fratello minore Ali-Reza Pahlavi, morto suicida nel gennaio 2011 senza lasciare figli maschi (questo fu il secondo suicidio nella famiglia di Reza Pahlavi, dopo la sorella Leila, che si uccise con un'overdose di farmaci). Dopo di lui, ci sono molti discendenti dell'altro figlio di Reza Shah Pahlavi, il principe Ali Reza I (zio di Reza Pahlavi): l'attuale erede è il principe Patrick Ali Pahlavi (nato nel 1947), cugino di primo grado di Reza. Patrick, di religione zoroastriana e non musulmana, fu anche un oppositore politico dello zio Mohammad Reza e al tempo dello scià escluso dalla successione; dopo la rivoluzione khomeinista lasciò comunque l'Iran. Ha tre figli maschi e il primogenito è il terzo in linea di successione.

## Ascendenza
|                            |                      |                       | Genitori                      |  |  | Nonni             |  |  | Bisnonni                |  |
|                            |                      |                       |                               |  |  | Scià Reza Pahlavi |  |  | Maggiore Abbas Ali Khan |  |
|                            |                      |                       |                               |  |  | Scià Reza Pahlavi |  |  | Maggiore Abbas Ali Khan |  |
|                            |                      | Noush Afarin Ayromlou |                               |  |  | Scià Reza Pahlavi |  |  |                         |  |
| Scià Mohammad Reza Pahlavi |                      |                       |                               |  |  | Scià Reza Pahlavi |  |  |                         |  |
|                            |                      | Nimtaj Ayromlou       | Generale Teymūr Khan Ayromlou |  |  |                   |  |  |                         |  |
|                            |                      | Nimtaj Ayromlou       | Generale Teymūr Khan Ayromlou |  |  |                   |  |  |                         |  |
|                            |                      | Nimtaj Ayromlou       | Zahra Khanum                  |  |  |                   |  |  |                         |  |
| Reza Pahlavi               |                      | Nimtaj Ayromlou       |                               |  |  |                   |  |  |                         |  |
|                            | Capitano Sohrab Diba | Mehdi Diba            |                               |  |  |                   |  |  |                         |  |
|                            | Capitano Sohrab Diba | Mehdi Diba            |                               |  |  |                   |  |  |                         |  |
|                            | Capitano Sohrab Diba | …                     |                               |  |  |                   |  |  |                         |  |
| Farah Diba                 | Capitano Sohrab Diba |                       |                               |  |  |                   |  |  |                         |  |
|                            |                      | Farideh Ghotbi        | …                             |  |  |                   |  |  |                         |  |
|                            |                      | Farideh Ghotbi        | …                             |  |  |                   |  |  |                         |  |
|                            |                      | Farideh Ghotbi        | …                             |  |  |                   |  |  |                         |  |
|                            |                      | Farideh Ghotbi        |                               |  |  |                   |  |  |                         |  |

## Onorificenze e riconoscimenti

### Riconoscimenti
- Nel 2004, Reza Pahlavi è stato nominato come "padrino non ufficiale" della principessa Luisa del Belgio ottava nipote di re Alberto II del Belgio. La decisione di scegliere lui è stata criticata dal Ministero degli Esteri della Repubblica islamica.

## Pubblicazioni
- Reza Pahlavi - Iran: decidere ora (Denoël, 2009)
- Reza Pahlavi - Venti di cambiamento: il futuro della democrazia in Iran, Regnery Publishing Inc., 2002, ISBN 0-89526-191-X.
- Reza Pahlavi - Ayandeh va Gozashteh, Londra: Kayham Publishing, 2000.